# Guilherme Oliveira

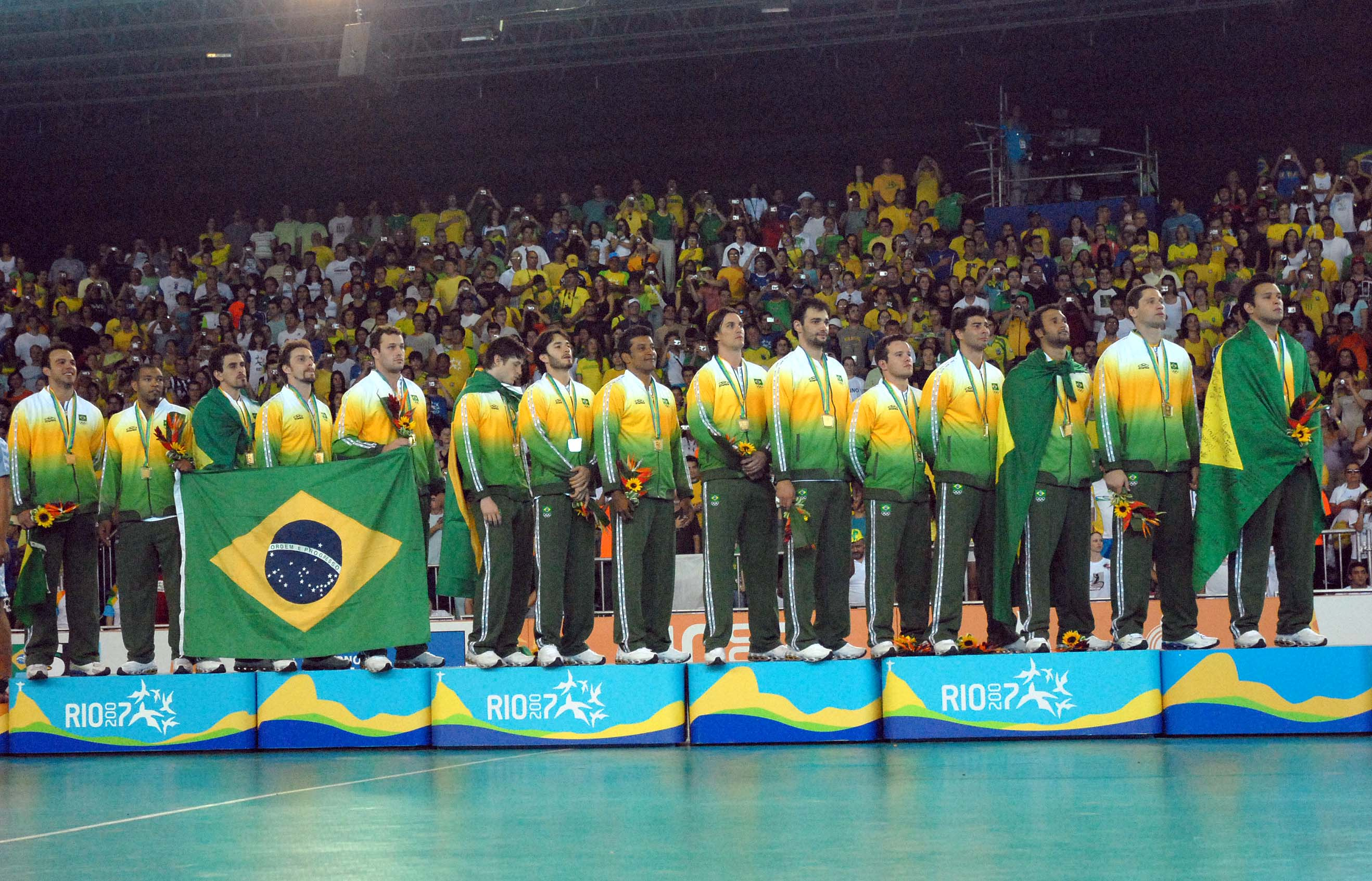
No pódio após ganhar a medalha de ouro nos Jogos Pan-Americanos de 2007

Guilherme Rosa de Oliveira, conhecido como Gui, (Goiânia, 8 de janeiro de 1985) é um handebolista brasileiro. É formado em Administração.

## Trajetória esportiva
Começou a jogar handebol na educação infantil, aos 12 anos. Em 2001 participou de um campeonato pelo Colégio Delta em Itajaí/SC no qual se destacou, conquistando a terceira colocação. Foi convidado a jogar na Associação Atlética Guarulhos, clube que defendeu até 2003, quando recebeu uma proposta para defender o Esporte Clube Pinheiros.
Chegou à seleção brasileira adulta em 2005. Em 2007 participou do Campeonato Mundial e dos Jogos Pan-Americanos do Rio de Janeiro, quando a seleção conquistou a medalha de ouro.
Em 2008, jogou um semestre na Europa, mas decidiu retornar ao Pinheiros. Esteve nos Jogos Olímpicos de Pequim, onde o Brasil obteve a décima primeira colocação.
Atualmente joga no TCC/Unitau/Fecomerciários/Taubaté, em São Paulo.